# Konfederacja rzeszowska
Konfederacja rzeszowska 1587 roku – zawiązana 2 grudnia 1587 roku konfederacja szlachty województwa ruskiego po rozdwojonej elekcji 1587 roku.
Konfederaci wezwali obie strony: zwolenników Zygmunta III Wazy i Maksymiliana III Habsburga aby nie uciekali się do działań zbrojnych. Konfederację podpisało 421 osób.